# 김훈 (야구 선수)
김훈(金訓, 1970년 3월 11일 ~)은 전 KBO 리그 해태 타이거즈, 삼성 라이온즈, 쌍방울 레이더스의 외야수이다.

## 출신 학교
- 대신중학교
- 경남상업고등학교
- 연세대학교